# Yaxing (köpinghuvudort i Kina, Hainan Sheng, lat 19,45, long 109,26)
Yaxing är en köpinghuvudort i Kina. Den ligger i provinsen Hainan, i den södra delen av landet, omkring 130 kilometer sydväst om provinshuvudstaden Haikou. Antalet invånare är 43 703. Befolkningen består av 20 603 kvinnor och 23 100 män. Barn under 15 år utgör 27,0 %, vuxna 15-64 år 64 %, och äldre över 65 år 7,0 %.
Runt Yaxing är det ganska tätbefolkat, med 108 invånare per kvadratkilometer. Yaxing är det största samhället i trakten. I omgivningarna runt Yaxing växer huvudsakligen savannskog.
Genomsnittlig årsnederbörd är 2 369 millimeter. Den regnigaste månaden är juli, med i genomsnitt 411 mm nederbörd, och den torraste är januari, med 20 mm nederbörd.